# Eliot Bujupi
Eliot Bujupi (Böblingen, 3 de julio de 2006) es un futbolista alemán, nacionalizado kosovar, que juega en la demarcación de delantero para el VfB Stuttgart II de la 3. Liga.

## Selección nacional
Tras jugar en las categorías inferiores de la selección finalmente el 9 de septiembre de 2024 hizo su debut con la selección de Kosovo en un partido de la Liga de Naciones de la UEFA 2024-25 contra Chipre que finalizó con un resultado de 0-4 a favor del combinado kosovar tras los goles de Albion Rrahmani, Lumbardh Dellova y un doblete de Vedat Muriqi.

## Clubes
| Club             | País     | Año   | Partidos | Goles |
| ---------------- | -------- | ----- | -------- | ----- |
| VfB Stuttgart II | Alemania | 2024- | 8        | 2     |